# UFC Fight Night: dos Anjos vs. Alvarez
UFC Fight Night: dos Anjos vs. Alvarez（ユーエフシー・ファイトナイト：ドス・アンジョス・バーサス・アルバレス、別名UFC Fight Night 90）は、アメリカ合衆国の総合格闘技団体「UFC」の大会の一つ。2016年7月7日、ネバダ州ラスベガスのMGMグランド・ガーデン・アリーナで開催された。

## 大会概要
「UFCインターナショナル・ファイトウィーク」の初日として開催された本大会ではハファエル・ドス・アンジョスとエディ・アルバレスによるUFC世界ライト級タイトルマッチが組まれた。
キャリア9戦全勝のTitan FCウェルター級王者ベラル・モハメッドがUFCデビュー。
日本ではAbemaTVで初放送された。

## 試合結果

### プレリミナリーカード
第1試合 ウェルター級ワンマッチ 5分3R
○  ビセンテ・ルケ vs.  アルヴァロ・エレーラ ×
2R 3:52 ダースチョーク
第2試合 バンタム級ワンマッチ 5分3R
○  マルコ・ベルトラン vs.  ヘジナウド・ヴィエイラ ×
2R 3:04 リアネイキドチョーク
第3試合 ライト級ワンマッチ 5分3R
○  ギルバート・バーンズ vs.  ウカシュ・サイェフスキ ×
1R 4:57 腕ひしぎ十字固め
第4試合 バンタム級ワンマッチ 5分3R
○  フェリペ・アランテス vs.  ジェロッド・サンダース ×
2R 1:39 腕ひしぎ十字固め
第5試合 バンタム級ワンマッチ 5分3R
○  ペドロ・ムニョス vs.  ラッセル・ドーン ×
1R 2:08 ギロチンチョーク
第6試合 バンタム級ワンマッチ 5分3R
○  アンソニー・バーチャック vs.  ジレノ・ロペス ×
3R終了 判定2-1（27-30、29-28、29-28）
第7試合 ライト級ワンマッチ 5分3R
○  ジョン・マクデッシー vs.  メディ・バグダッド ×
3R終了 判定2-1（28-29、29-28、29-28）
第8試合 ウェルター級ワンマッチ 5分3R
○  アルベルト・ミナ vs.  マイク・パイル ×
2R 1:17 KO（左跳び膝蹴り）

### メインカード
第9試合 ライト級ワンマッチ 5分3R
○  ジョセフ・ダフィー vs.  ミッチ・クラーク ×
1R 0:25 リアネイキドチョーク
第10試合 ウェルター級ワンマッチ 5分3R
○  アラン・ジョウバン vs.  ベラル・モハメッド ×
3R終了 判定3-0（28-27、29-28、29-27）
第11試合 ヘビー級ワンマッチ 5分3R
○  デリック・ルイス vs.  ロイ・ネルソン ×
3R終了 判定2-1（29-28、28-29、29-28）
第12試合 UFC世界ライト級タイトルマッチ 5分5R
○  エディ・アルバレス vs.  ハファエル・ドス・アンジョス ×
1R 3:49 TKO（スタンドパンチ連打）
※アルバレスが王座獲得に成功。

### 各賞
ファイト・オブ・ザ・ナイト： アラン・ジョウバン vs. ベラル・モハメッド
パフォーマンス・オブ・ザ・ナイト： エディ・アルバレス、ペドロ・ムニョス
各選手にはボーナスとして5万ドルが支給された。

### カード変更
負傷などによるカードの変更は以下の通り。
- ノーディン・タレブ → ベラル・モハメッド（第10試合）